# Zhang Ailing
Zhang Ailing (in cinese: 張愛玲T, 张爱玲S, Zhāng ÀilíngP, Chang Ai-lingW), nota anche con il nome inglese Eileen Chang, (Shanghai, 30 settembre 1920 – Los Angeles, 8 settembre 1995) è stata una scrittrice, saggista e sceneggiatrice cinese, e una delle più influenti voci del panorama letterario cinese moderno.
Zhang è nota per i suoi romanzi che affrontano il tema delle tensioni amorose tra uomini e donne e della vita quotidiana nella Shanghai degli anni Quaranta e nella Hong Kong occupata dai giapponesi. A differenza di molti altri scrittori dell'epoca, la sua scrittura è priva di un significato politico sottinteso.
La popolarità di Zhang e la sua immagine pubblica sono state in netto contrasto con la sua vita personale, ricca di delusioni e tragedie e caratterizzata dall'isolamento.

## Biografia

### Vita in famiglia
Zhang nacque con il nome Zhang Ying (張煐) a Shanghai, in una famiglia un tempo illustre ma caduta in disgrazia dopo la fine dell'Impero. Il suo bisnonno paterno era Li Hongzhang (1823-1901), influente funzionario della dinastia Qing. Suo padre, Zhang Tingzhong (1896-1953), ricevette un'educazione tradizionale e venne descritto nei primi saggi autobiografici della figlia come un despota, portatore di una tradizione culturale destinata a scomparire. Anche sua madre, Huang Yifan (1893-1957), proveniente da una famiglia importante e influenzata dal movimento del 4 maggio, visse la sua vita in crescente ribellione contro i valori tradizionali.
Nel 1922 quando Zhang aveva due anni, la sua famiglia si trasferì a Tianjin e l'anno successivo la madre partì per l'Europa. Zhang rimase in Cina con il fratello minore Zhang Zijing (1921-1997) e fu cresciuta dal padre. Nel 1927 la madre si riunì alla famiglia a Shanghai per accudire il marito, dipendente dall'oppio, e nel 1930 ottenne il divorzio e partì per la Francia, facendo ritorno a Shanghai solo nel 1937. Il padre si risposò con una donna, anche lei dipendente dall'oppio.
Nel 1937, subito dopo aver terminato la scuola superiore, Zhang litigò con il padre e la matrigna, fu picchiata dal padre e rinchiusa per mesi nella sua stanza. Durante questo periodo di reclusione, nel quale le furono negate anche le cure quando prese la dissenteria, Zhang divenne sempre più introversa e non prese parte al movimento di Nuova Cultura come i suoi coetanei. I drammi sociali che caratterizzavano la Cina di quel periodo erano presenti solo come sfondo nelle sue opere, maggiormente concentrate su temi personale. Un esempio è rappresentato dal saggio che scrisse sulla violenza domestica in famiglia. Poco dopo il suo diciottesimo compleanno riuscì a scappare di casa e andò a rifugiarsi dalla madre, dove però si sentì un peso.

### Educazione
Zhang iniziò la scuola all'età di quattro anni, studiò l'inglese, dimostrando subito una grande dimestichezza. Nonostante la sua famiglia non fosse religiosa, si diplomò nel 1937 in una scuola superiore femminile cristiana, la St. Mary's Hall di Shanghai. Nel 1939 fu accettata all'Università di Londra con una borsa di studio, ma a causa del secondo conflitto sino-giapponese allora in corso non le fu possibile frequentare. Decise quindi di studiare letteratura inglese all'Università di Hong Kong, dove conobbe la sua grande amica Fatima Mohideen. Nel dicembre 1941 Hong Kong cadde sotto l'Impero giapponese e anche se a Zhang mancava solo un semestre alla laurea, decise di ritornare in Cina. Il suo piano iniziale era quello di terminare i suoi sudi alla St. John's University di Shanghai, ma dopo alcune settimane decise di ritirarsi per problemi finanziari.

### Carriera
A Shanghai Zhang si trasferì a casa della zia e iniziò a pubblicare saggi in inglese e racconti in cinese. Nel 1943 fu presentata al noto editore Zhou Shoujian, al quale diede alcuni suoi scritti. Nel 1943 scrisse anche Jinsuo ji, La storia del giogo d'oro, una delle sue opere più famose. Nel 1944 pubblicò la sua prima raccolta di novelle, e l'anno seguente Qingcheng zhi lian (Love in a Fallen City), un romanzo breve d'amore ambientato ad Hong Kong nel tempo di guerra, adattato con successo a sceneggiatura. Sostenuta dal suo editore, Zhang diventò a venticinque anni uno dei più popolari nuovi scrittori di Shanghai.
Nel 1944  sposò in segreto Hu Lancheng (1906-1981), collaboratore del regime giapponese installatosi a Nanchino e figura minore del mondo letterario. In questo periodo le opere di Zhang divennero più profonde e mature. I due coniugi si vedevano solo poche volte al mese, ma la loro relazione fu tenuta segreta per evitare problemi politici alla Zhang. Il loro rapporto si incrinò a causa dell'infedeltà di Hu e nel 1947 i due divorziarono.
Nel 1952 Zhang si trasferì a Hong Kong, dove  lavorò come traduttrice e nel 1955 scrisse il primo romanzo interamente in inglese, The Rice Sprout Song. Nello stesso anno tornò in Cina e in seguito si trasferì negli Stati Uniti. Mentre viveva nel New Hempshire conobbe lo scrittore e sceneggiatore Ferdinand Reyher, di origine tedesca e nativo di Filadelfia, e si sposarono nel 1956. Nel 1959 Zhang divenne cittadina statunitense. In questo periodo cercò di scrivere romanzi adatti ai lettori americani, ma senza molto successo, e continuò quindi a scrivere sceneggiature per il mercato di Hong Kong.
Nel 1961 partì per Hong Kong per adattare Il sogno della camera rossa al grande schermo, ma dopo tre mesi di lavoro la sua sceneggiatura venne rifiutata e il progetto annullato. Nel 1962 tornò negli Stati Uniti per prendersi cura del marito che durante il suo viaggio aveva avuto un infarto. Negli anni seguenti Reyher continuò a peggiorare e morì nel 1967.
Zhang è stata definita una delle quattro donne geniali cinesi insieme a Lü Bicheng, Xiao Hong e Shi Pingmei.

### Morte
Dopo la morte del marito, Zhang si trasferì a Los Angeles, dove visse per anni in quasi completo isolamento, senza però smettere di scrivere.
L'8 settembre 1995 fu trovata morta nel suo appartamento. Nel rispetto delle sue volontà, il suo corpo fu cremato e le ceneri disperse nell'oceano Pacifico.

## Opere tradotte in italiano
- La storia del giogo d'oro (金鎖記, 1943) (BUR Biblioteca Universale Rizzoli, 2006)
- Lussuria (色，戒, 1979) (BUR Biblioteca Universale Rizzoli, 2007)

contiene tre racconti: Lussuria (色戒 Sejie), I fiori di Yin Baoyan (殷宝滟送花楼会 Yin Baoyan song hua lou hui) e Quanto Odio (多少恨 Duoshao hen)
- L'amore arreso (BUR Biblioteca Universale Rizzoli, 2009)

contiene due racconti: Un amore devastante (Qing cheng zhi lian 倾城之恋) e Rosa rossa, rosa bianca (红玫瑰与白玫瑰 Hong meigui yu bai meigui)
- Tracce d'amore (BUR Biblioteca Universale Rizzoli, 2011)
- Lussuria (Mondadori Oscar moderni. Cult 2025)

contiene Incenso d'aloe, Il blocco, Un amore devastante, La storia del giogo d'oro, Rosa rossa, rosa bianca, Tracce d'amore, Lussuria

## Adattamenti cinematografici
Zhang scrisse molte sceneggiature e molte sue opere furono adattate per il grande schermo. Quando nel 1961 fu chiamata a Hong Kong per adattare Il sogno della camera rossa, si ritrovò con un compito diverso dai precedenti progetti di sceneggiatura, in quanto doveva affrontare la sfida di adattare a sceneggiatura cinematografica un'opera epica, sua essenziale fonte di ispirazione letteraria.
Nel 2007 Ang Lee ha diretto il film Lussuria - Seduzione e tradimento, basato sulla novella Lussuria pubblicata nel 1979. La pellicola vinse il Golden Horse Award e il Leone d'Oro alla 64ª Mostra del Cinema di Venezia.